# Chiesa di San Nicola di Morano
La chiesa di San Nicola di Morano è un luogo di culto cattolico della città di Catanzaro.

## Storia
É una delle chiese più antiche di Catanzaro, fatto dimostrato da un documento che attesta la vendita, nel XIII secolo, di due abitazioni poste nel ristretto parrocchiale di San Nicola Ustunci o de Rustunci.
L'attributo delle Donne, gli è stato concesso dal fatto che san Nicola è protettore, tra gli altri, delle donne in età da marito, attributo datogli in seguito ad un fatto curioso: un vicino di casa del Santo cadde in miseria e, non potendo provvedere alla dotte per le nozze delle sue tre figlie, decise di farle prostituire, ma san Nicola, venuto a sapere del fatto, passò per tre notti dalla loro casa, gettando di volta in volta dell'oro in una delle finestre, risolvendo la situazione.
Secondo Luise Gariano, a fondare la chiesa sarebbe stato un contadino di Catanzaro originario di Morano Calabro (da cui il nome della chiesa).
Alla fine del XVII secolo quello di San Nicola è uno dei ventuno ristretti parrocchiali in cui era divisa Catanzaro prima del terremoto del 1783, in cui la chiesa riscontrò pochi danni.

## Descrizione
La chiesa ebbe dei primi lavori di ristrutturazione nel 1904 pre riparare i danni dovuti ai terremoti del 1783 e del 1832. Seguirono altri lavori di abbellimento rispettivamente nel 1933 e 1950. Questi tre interventi donano all'edificio l'attuale sovrastruttura neoclassica interna ed esterna.
Sempre in occasione di lavori di restauro, venne alla luce un portale svevo laterale con arco a sesto acuto in conci di pietra, visibile dall'interno dell'edificio. Sulla facciata principale vennero individuate invece delle tracce linguistiche risalenti all'epoca della fondazione della chiesa.
L'interno si presenta ad aula unica terminante con una profonda abside illuminata da una monofora a sesto acuto con tracce, nel suo intradosso, di pitture risalenti all'epoca della fondazione. La calotta dell'abside, invece, è decorata con affreschi a trompe-l'œil.
L'aula è sormontata da una volta a padiglione, al centro della quale vi è l'immagine di san Nicola con  suoi attributi iconografici.
All'interno della chiesa sono presenti opere d'arte come le statue di san Nicola, dell'Addolorata, san Giuseppe e del Sacro Cuore di Gesù, e un crocifisso del XVII secolo.